# Wojscy mniejsi radomscy
Wojscy mniejsi radomscy - chronologiczna lista osób piastujących urząd wojskiego mniejszego radomskiego.

## Wojscy mniejsi
- Konstanty Popiel 1765-1768
- Franciszek Kochanowski 1768
- Jan Bukowiecki 1768-1775
- Stanisław Kochanowski 1775-1783
- Bartłomiej Zdziechowski 1783-1789
- Kajetan Jankowski 1789-1792